# دهستان مکریان شمالی
دهستان مکریان شمالی نام دهستانی در بخش مرکزی شهرستان میاندوآب، استان آذربایجان غربی در ایران است. براساس سرشماری مرکز آمار ایران در سال ۱۳۸۵، جمعیت آن ۱۴۹۵۲ نفر (۳۲۸۱ خانوار) بوده‌است.